# Aleksandr Mensjikov
Se även Aleksandr Sergejevitj Mensjikov
Aleksandr Danilovitj Mensjikov (ryska: Александр Данилович Меншиков), född 6 november 1673, död 12 november 1729, var en rysk furste och romersk furste, hertig av Ingermanland, hertig av Cosel, militär och politiker; general 1706, fältmarskalk 1709 och generalissimus 1727. Han förde befäl i slagen vid Kalisz 1706 och Poltava 1709.

## Biografi

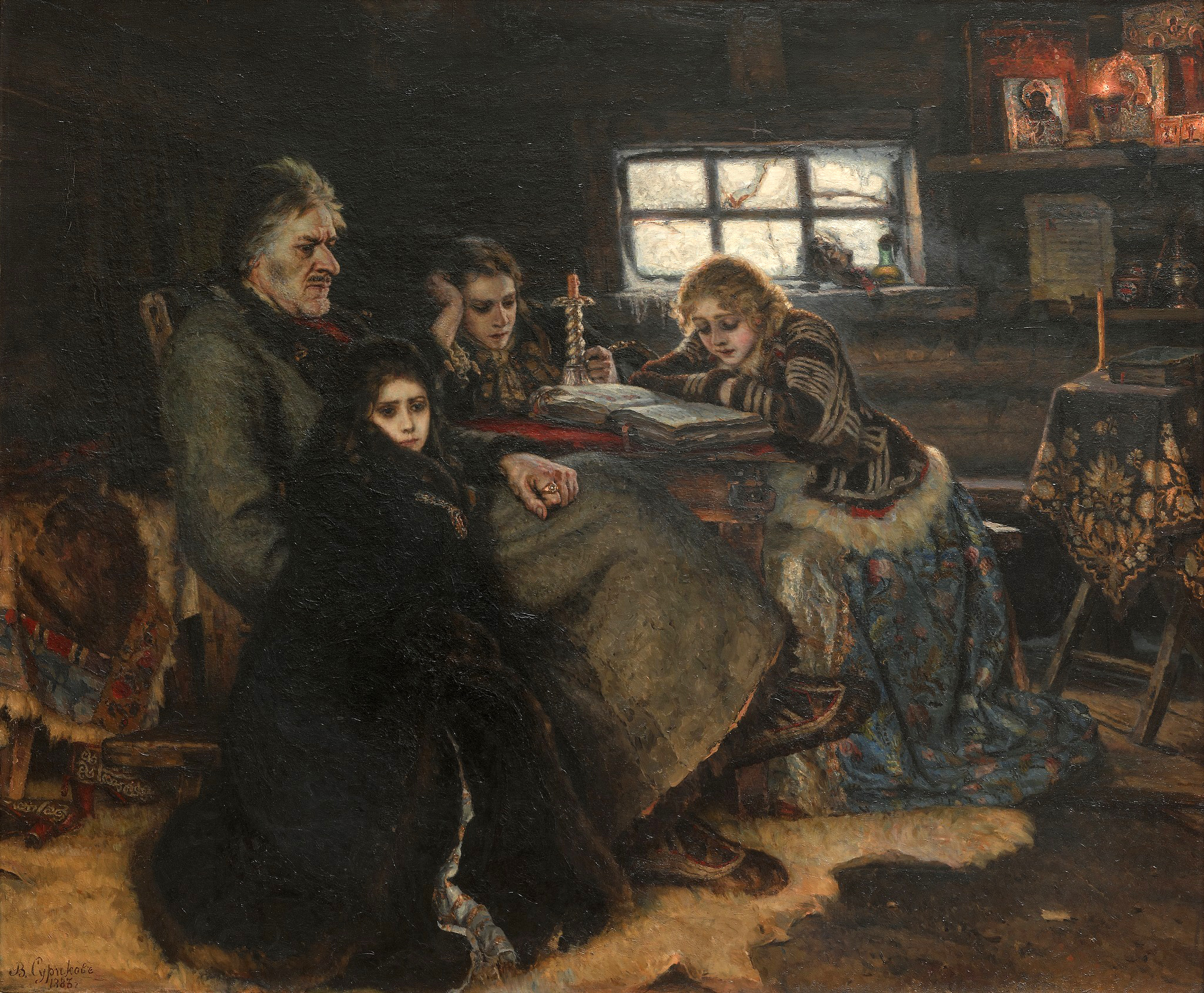
Mensjikov i exil, målning av Vasilij Surikov.

Mensjikov var son till en stallknekt, som sedermera blev korpral i Preobrazjenskijregementet. I detta inledde också Mensjikov sin karriär, sedan han (enligt en senare tradition) börjat som brödförsäljare. Utan varje bildning vann "Aleksasjka" dock tidigt tsarens gunst, och särskilt växte hans inflytande efter Leforts död 1699. Han åtföljde tsaren överallt och gick honom städse tillhanda, bl. a. genom bödelstjänst vid streltserupprorets krossande. I Stora nordiska kriget vann han en rad ofta lättköpta utmärkelser. Något verkligt ansvarsfullt befäl erhöll han inte på länge, men som tsarens erkände favorit hade han vid hären ett oregelbundet och ofta störande inflytande. Under vinterfälttåget i Litauen 1705-06 kom han i delo med fältmarskalken Ogilvy, men lämnade Grodno vid Karl XII:s framryckande. 
Sedan Ogilvy i september 1706 fått sitt avsked, övertog Mensjikov överbefälet och lyckades i oktober vid kung Augusts sida vinna segern vid Kalisz. Redan tysk riksfurste, upphöjdes han efter denna framgång också till rysk furste och fick Ingermanland till förläning. Han delade sedermera med Sjeremetiev befälet vid Holowczyn (ryska Golovtjin) (1708) och användes även i det fortsatta fälttåget. En viktig andel fick han i förhandlingarna med Mazepa, och när denne avslöjat sig, utförde han tsarens befallning att intaga och bränna hans huvudstad Baturin. 
Mensjikov var med i slaget vid Poltava i juni 1709, och var den som med en styrka på 9 000 man hann upp den retirerande svenska armén vid Perevolotjna där Lewenhaupt kapitulerade för honom.
Efter slaget vid Poltava upphöjdes han till fältmarskalk och sändes sedan att kommendera de ryska trupperna i Polen, men ådrog sig snart allvarliga skrapor av tsaren för sin framfart i detta land. 1712 sändes han i samma egenskap till Pommern och deltog i de allierades fälttåg mot Stenbock. Han kom därunder i förbindelse med Goertz, som förstod att vinna honom för sina planer, och Mensjikov medverkade sedan till Pommerns sekvestrerande på Holstein-Gottorps och Preussens händer (1713). Han anklagades för att därvid ha tillbakasatt Rysslands intressen, men återvann snart tsarens förtroende. 
Tidigt använd också i den inre förvaltningen, blev han 1718 president i krigskollegiet och senator. Som uppkomling och gunstling hade han bland den gamla ryska adeln många fiender, men ägde i Katarina I, hans tidigare älskarinna, en pålitlig förespråkare, då han hotades med efterräkningar för sin ohederliga förvaltning eller för politiska missgrepp. Katarinas tronbestigning 1725 lyfte honom till kulmen av makt och inflytande. Han blev den ledande i det nyinrättade "översta hemliga rådet" och fick kejsarinnans understöd, då han sträckte ut handen efter Kurlands hertigkrona. Smickrad av hoppet att se en dotter förmäld med storfurst Peter Aleksejevitj, bidrog han till dennes tronbestigning (1727). Han genomdrev förlovningen och lät utnämna sig till rysk "generalissimus". Men genom samverkan mellan de gammalryska magnaterna och Mensjikovs övriga fiender vid hovet, vilka hetsade den unge kejsaren mot denne, förlorade han hastigt greppet om makten, förklarades (september 1727) förlustig ämbeten och värdigheter samt förvisades till ett avlägset gods och något senare till Berezov i Sibirien, där han avled 1729.

## Utmärkelser
Asteroiden 3889 Menshikov är uppkallad efter honom.